# 斯特勞恩 (伊利諾伊州)
斯特勞恩（英語：Strawn）是位於美國伊利諾伊州利文斯頓縣的一個村落。

## 地理
斯特勞恩的座標為40°39′10″N 88°23′51″W / 40.65278°N 88.39750°W，而該地最高點為海拔高度235米（即771英尺）。

## 人口
根據2010年美國人口普查的數據，斯特勞恩的面積為1.33平方千米，當中陸地面積為1.33平方千米，而水域面積為0.00平方千米。當地共有人口100人，而人口密度為每平方千米75人。